# Повіт Хіґасі-Тікума
Пові́т Хіґа́сі-Тіку́ма (яп. 東筑摩郡, ひがしちくまぐん, МФА: [çigaɕi t͡ɕikuma guɴ]) — повіт в префектурі Наґано, Японія.